# Michael Patrizi
Michael Patrizi (ur. 4 maja 1984 w Kalgoorlie) – australijski kierowca wyścigowy.

## Kariera
Patrizi rozpoczął karierę w wyścigach samochodowych w roku 2004, od startów w Formule Ford Nowa Południowa Walia, gdzie zwyciężał w dwóch wyścigach i sześciokrotnie stawał na podium. Dorobek 95 punktów dał mu czwartą pozycję w klasyfikacji generalnej. W późniejszych latach startował także w Amerykańskiej Formule BMW, Azjatyckiej Formule BMW, Champ Car Atlantic, Brytyjskiej Formule BMW, V8 Supercars, Supercars Middle East Championship oraz w Australijskim Pucharze Porsche Carrera. W Formule 3 Euro Series wystartował w 2007 roku z włoską ekipą Prema Powerteam. 1 punkt dał mu 18 miejsce w klasyfikacji końcowej.

## Statystyki
| Sezon     | Seria                                     | Zespół                       | Wyścigi | Zwycięstwa | PP | NO | Podium | Punkty | Pozycja |
| --------- | ----------------------------------------- | ---------------------------- | ------- | ---------- | -- | -- | ------ | ------ | ------- |
| 2004      | Formuła Ford Nowa Południowa Walia        | Anglo Australian Motorsports | 12      | 2          | 2  | 0  | 6      | 95     | 4       |
| 2005      | Azjatycka Formuła BMW                     | Team Meritus                 | 14      | 2          | 2  | 4  | 8      | 157    | 2       |
| 2005      | Amerykańska Formuła BMW                   | Walker Racing                | 2       | 0          | 0  | 0  | 0      | 8      | 18      |
| 2006      | Brytyjska Formuła BMW                     | Motaworld Racing             | 20      | 0          | 0  | 0  | 1      | 73     | 8       |
| 2006      | Champ Car Atlantic                        | Team Australia               | 2       | 0          | 0  | 0  | 0      | 21     | 25      |
| 2007      | Formuła 3 Euro Series                     | Prema Powerteam              | 20      | 0          | 0  | 1  | 0      | 1      | 18      |
| 2007      | Masters of Formula 3                      | Prema Powerteam              | 1       | 0          | 0  | 0  | 0      | N/A    | NS      |
| 2008      | V8 Supercar Championship Series           | Ford Rising Stars Racing     | 33      | 0          | 0  | 0  | 0      | 848    | 26      |
| 2008      | V8 Supercars Manufacturers Challenge      | Speed FX Racing              | 3       | 0          | 0  | 0  | 0      | 58     | 26      |
| 2009      | V8 Supercar Championship Series           | Paul Cruickshank Racing      | 27      | 0          | 0  | 0  | 0      | 920    | 27      |
| 2009      | V8 Supercars Manufacturers Challenge      | Paul Cruickshank Racing      | 3       | 0          | 0  | 0  | 0      | 34     | 30      |
| 2009/2010 | Supercars Middle East Championship - SC09 |                              | 2       | 1          | 0  | 1  | 1      | 0      | NS†     |
| 2010      | V8 Supercar Championship Series           | Triple F Racing              | 3       | 0          | 0  | 0  | 0      | 123    | 58      |
| 2011      | International V8 Supercars Championship   | Triple F Racing              | 3       | 0          | 0  | 0  | 0      | 187    | 56      |
| 2011      | Australijski Puchar Porsche Carrera       | McElrea Racing               | 21      | 3          | 1  | 3  | 8      | 754    | 6       |
| 2012      | International V8 Supercars Championship   | Tekno Autosports             | 30      | 0          | 0  | 0  | 0      | 1397   | 18      |
| 2012      | V8 Supercars Albert Park Challenge        | Tekno Autosports             | 4       | 0          | 0  | 0  | 0      | 110    | 16      |
| 2013      | Australijski Puchar Porsche Carrera       | McElrea Racing               | 20      | 1          | 2  | 0  | 5      | 785    | 5       |
| 2013      | Wanneroo 300                              |                              | 1       | 0          | 0  | 0  | 0      | 0      | NS      |
| 2014      | Australijski Puchar Porsche Carrera       | Team BRM                     | 18      | 3          | 1  | 5  | 5      | 525,5  | 8       |